# Нижньодівицький район
Нижньодівицький район (рос. Нижнедевицкий район) — адміністративна одиниця на північному заході Воронезької області Росії.
Адміністративний центр — село Нижньодівицьк.

## Географія
Нижньодівицький район розташований в північно-західній частині Воронезької області, на відстані 60 км від обласного центру. Площа району — 1240 км². Основна річка — Дівиця.

## Економіка
Визначальною галуззю району є сільське господарство. Площа сільгоспугідь 94 тис. га. Рілля займає 71,2 тис. га. У структурі посівних площ зернові займають 53 % площі ріллі. У рослинництві основний напрям: виробництво зерна, соняшнику, буряка, кормів. Напрям тваринництва в районі молочно-м'ясне.
Промисловість району представлена такими діючими підприємствами переробної галузі: ТОВ «Маслоробний завод Нижньодівицький» (з переробки молока), ТОВ «ДКГ» (переробка насіння соняшнику), ТОВ ПКФ «Агроспектр» (переробка зерна і виробництво хлібобулочних виробів).